# Gare de Toutainville
La gare Toutainville est une halte ferroviaire française non exploitée de la ligne d'Évreux-Embranchement à Quetteville située sur le territoire de la commune de Toutainville dans le département de l'Eure, en Normandie. 

## Situation ferroviaire
Cette halte est située au point kilométrique 174,617 de la ligne d'Évreux-Embranchement à Quetteville (ouverte seulement au trafic fret) entre la gare de Pont-Audemer (ouverte au fret) et celle de Saint-Maclou (non exploitée). Son altitude est de 14 mètres.

## Histoire
Elle a été ouverte le 8 juin 1889 par la Compagnie des chemins de fer de l'Ouest. La ligne a été fermée au service des voyageurs le 28 septembre 1969.